# U 305 (Kriegsmarine)
De U 305 was een Duitse type VIIC U-boot van de Kriegsmarine tijdens de Tweede Wereldoorlog. Hij stond onder bevel van kapitein-luitenant-ter-zee Rudolf Bahr. Tussen 16 en 20 maart 1943 nam de U 305 deel aan de aanval op de konvooien HX-229 en SC-122.

## Geschiedenis
18 maart 1943 - Bahr lanceerde twee paar torpedo's en plaatste treffers op twee vrachtschepen, de Zouave en de Port Auckland, voor hij door een escorte gedwongen werd te duiken.
Toen de U 305 om 23:41 weer aan de oppervlakte kwam, was de Zouave gezonken en dreef de Port Auckland stuurloos rond. Bahr lanceerde nog eens twee torpedo's, wat een reusachtige kolom rook deed opstijgen uit de machinekamer.
Ten slotte lanceerde de U 338 nog één torpedo, die het schip tot zinken bracht. 

## GebeurtenisU 305
22 mei 1943 - De U 305 werd aangevallen om 13:02 en 15:21 door een Amerikaans Grumman TBF Avenger-vliegtuig van het escorte-vliegdekschip USS Bogue (CVE-9). Vanwege deze aanvallen en schade keerde de boot terug naar zijn basis.

## Ondergang
De U 305 zou verloren gegaan zijn op 16 januari 1944, waarschijnlijk door een van zijn eigen torpedo's. Vermoedelijk in positie 49° 0′ 0″ NB, 18° 0′ 0″ WL. Commandant Rudolf Bahr en zijn 51 mannen kwamen om.

## Gecorrigeerde data
(Laatste herziening door Axel Niestlé gedurende september 2003). Gezonken op 17 januari 1944 in de Noord-Atlantische Oceaan, zuidwestelijk van Ierland, in positie 49° 39′ 0″ NB, 20° 10′ 0″ WL door dieptebommen van de Britse torpedojager HMS Wanderer en het Britse fregat HMS Glenarm.
Deze aanval was verantwoordelijk van het tot zinken brengen van de U 377.